# Система управления воздушным движением
Система управления воздушным движением — автоматизированный сервис, обеспечиваемый наземными службами для управления воздушным движением (см. авиадиспетчер).
Задача системы состоит в таком проведении воздушных судов через зону своей ответственности, чтобы исключить их опасное сближение по горизонтали и вертикали. Вторичная задача заключается в регулировании потока воздушных судов и доведении необходимой информации экипажам, в том числе погодных сводок и навигационных параметров.
Во многих странах СУВД регулируют воздушные суда всех классов — частные, гражданские и военные. В зависимости от каждого конкретного полёта и типа судна СУВД может давать различные инструкции, обязательные к выполнению экипажем этого судна, либо просто предоставлять необходимую полётную информацию (в том числе рекомендательного характера). В любом случае экипаж несёт ответственность за безопасность своего полёта и может отклоняться от полученных инструкций в чрезвычайных ситуациях.

## Комплекс управления воздушным движением
Комплекс управления воздушным движением — совокупность служб, сооружений и технических средств на территории аэродрома, предназначенная для непосредственного обеспечения взлёта, посадки и руления воздушных судов (самолётов, вертолётов и планеров).
1. Служба движения. Рабочие места персонала (диспетчеров управления воздушным движением), оснащённые тем или иным оборудованием (от бинокля и радиостанции до автоматизированных рабочих мест на базе быстродействующих вычислительных комплексов), находятся в здании командно-диспетчерского пункта (КДП), который обычно расположен вблизи перрона в точке с хорошим обзором всего лётного поля, взлётно-посадочных полос, рулёжных дорожек и мест стоянок, а на ряде аэродромов — дополнительно в зданиях стартовых диспетчерских пунктов (СДП), расположенных вблизи зон приземления (на удалении от торца ВПП к её середине 250—300 м и на расстоянии 120—160 м от оси ВПП).
2. Служба электрорадиотехнического обеспечения полётов — радиотехнические комплексы, позволяющие экипажам воздушных судов вести связь с землёй, определять своё местонахождение в той или иной системе координат и выдерживать заданные траектории маневрирования в районе данного аэродрома, а также заход на посадку, посадку, взлёт и выход из района аэродрома.
Обычно включает в себя:
- радиостанции различных мощностей и диапазонов;
- радиолокационные станции;
- радиомаяки;
- наземные компоненты навигационных систем;
- радиооборудование для захода на посадку.

3. Служба электросветотехнического обеспечения полётов: световое оборудование ВПП и рулёжных дорожек.
4. Метеорологическая служба. Оборудование для наблюдения за фактической погодой на аэродроме с последующей передачей этих данных (посредством радиовещательных передач АТИС, ВОЛМЕТ и по другим радиоканалам) экипажам воздушных судов, производящих взлёт или посадку на аэродроме, и авиадиспетчерам. На небольших аэродромах метеорологическое оборудование (датчики для измерения параметров ветра, горизонтальной видимости, облачности, температуры и влажности воздуха, атмосферного давления и т. д.) располагаются на метеоплощадке вблизи КДП, а на крупных аэродромах — в нескольких точках лётного поля (у торцов ВПП, вблизи середины ВПП и т. п.).
5. Штурманская служба.
6. Служба аэронавигационной информации.
Важной составляющей информационного обеспечения комплекса управления воздушным движением является Сеть авиационной фиксированной электросвязи (АФТН).